# Río Bermejo
El río Bermejo es uno de los ríos más importantes de la cuenca del Plata, y uno de los accidentes geográficos más notables de la región del Gran Chaco. Nace en las sierras de Santa Victoria y desemboca en el río Paraguay. Su tramo superior se halla en Bolivia pero la mayor parte de su recorrido y cuenca se encuentran en territorio argentino, sirviendo de frontera natural entre ambos países en un tramo de 75 km.
Es navegable por embarcaciones de pequeño tamaño solo en sus últimos 100 kilómetros. Forma la totalidad del límite entre las p rovincias del Chaco y Formosa.

## Geografía

### Curso boliviano

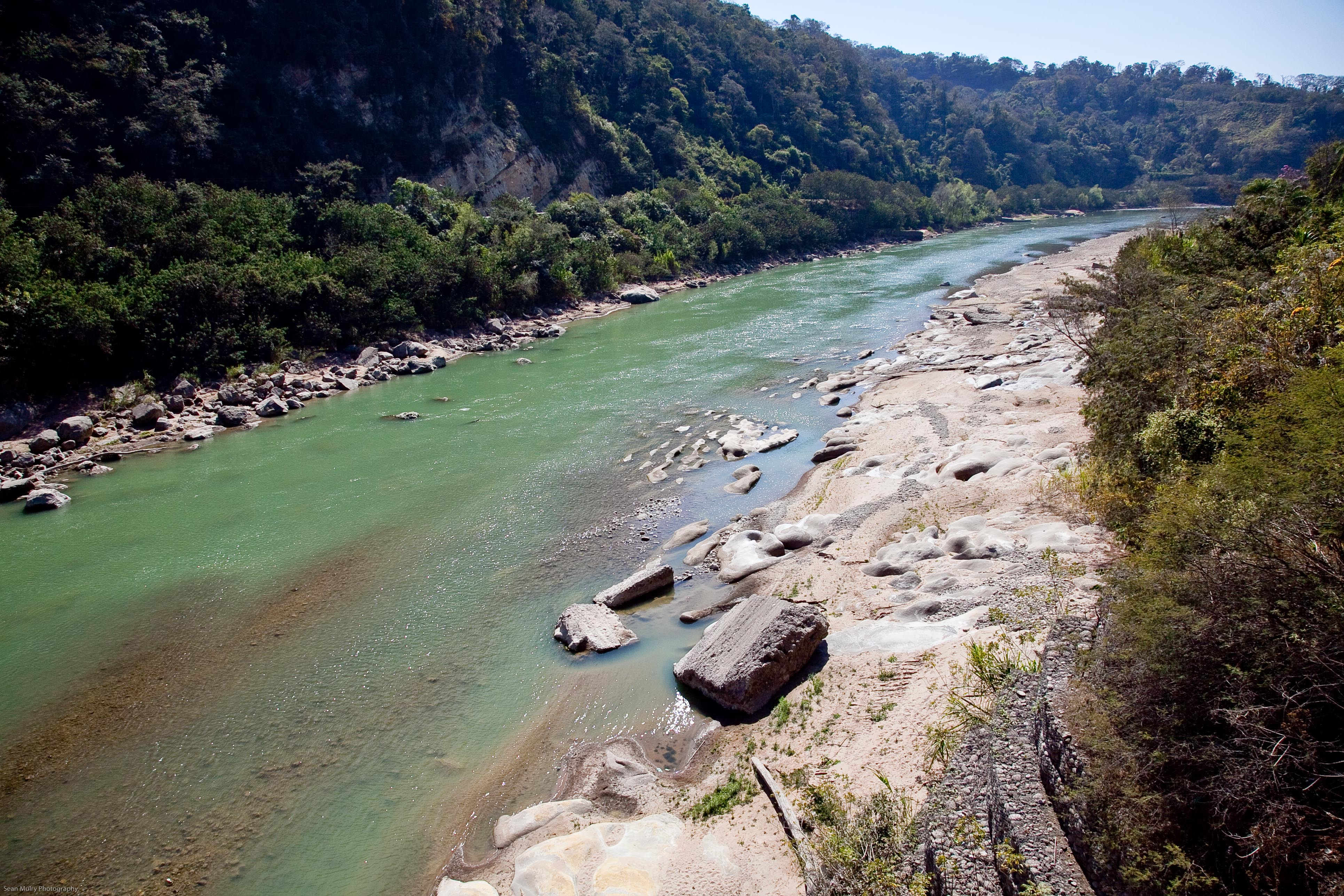
El río Bermejo en el tramo fronterizo boliviano-argentino.

El río Bermejo nace en el cordón montañoso conocido como sierra de Santa Victoria (22°00′14″S 64°57′30″O / -22.00389, -64.95833), en el boliviano departamento de Tarija a una decena de kilómetros al sudoeste de Chaguaya y en las proximidades de La Quiaca (Jujuy). El río sigue dirección sureste y en su tramo más elevado su principal afluente es el río Lipeo —afluente por su margen derecha—, su caudal se incrementa en la confluencia del río Grande de Tarija —un corto río de 86 km que fluye por su margen izquierda— en el sitio llamado Juntas del Bermejo o Juntas de San Antonio. A partir de ese punto el río Bermejo se adentra en territorio argentino.

### Curso argentino

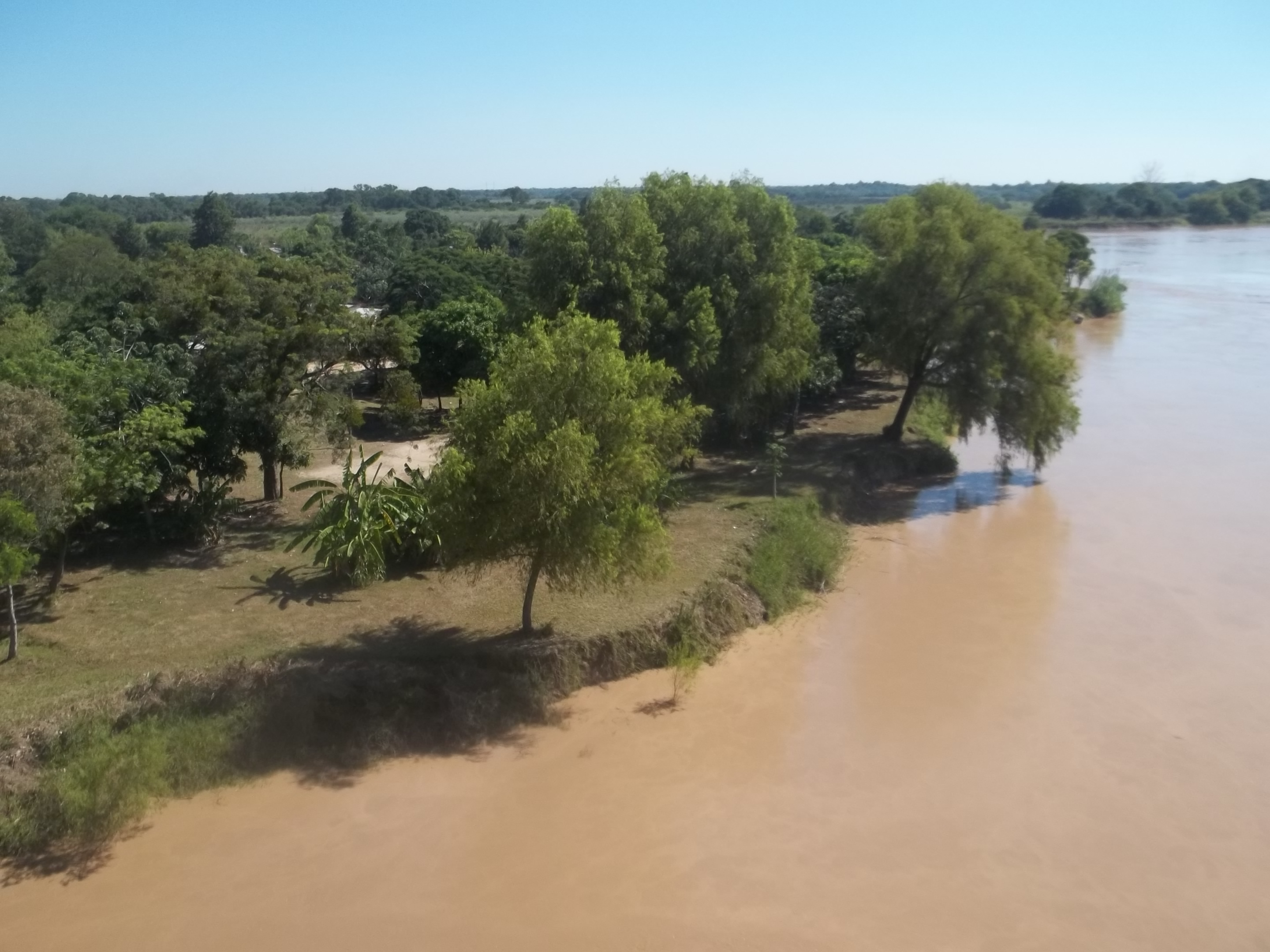
Típica vegetación frondosa en la costa del río Bermejo en Puerto Eva Perón.

En las cercanías de San Ramón de la Nueva Orán recibe por la margen derecha las aguas del río Pescado —cuyo principal afluente es el río Iruya— y aguas más abajo, en las cercanías de Embarcación y Pichanal, recibe por su margen derecha el gran aporte hídrico del río San Francisco, gran colector de las aguas del borde de la Puna.
Se han proyectado al menos cinco embalses para aprovechamiento hidroeléctrico sobre el río Bermejo en sus tramos internacional y argentino, todos ubicados aguas arriba de la unión con el río San Francisco. El más desarrollado es el proyecto hidroeléctrico Zanja del Tigre.
Desde la confluencia con este el San Francisco, el Bermejo es navegable para las embarcaciones de mediano calado y discurre por la llanura chaqueña, formando el límite meridional del Chaco Central.
Casi al cruzar el Trópico de Capricornio su ancho cauce se divide en dos brazos, que se separaron a fines del siglo XIX: el meridional, que recibe el nombre de río Bermejito y corresponde al antiguo cauce del Bermejo; y el ramal septentrional, conocido como río Teuco, el más caudaloso de los dos. Al cruzar el paralelo 24º S, el Teuco (o Bermejo Nuevo) sale de la provincia de Salta y comienza a formar el límite entre las provincias de Formosa y de Chaco en tanto que el Bermejito o antiguo Bermejo corre casi íntegramente dentro de la provincia de Chaco, con un cauce muy sinuoso y muchas veces seco, atravesando casi tangencialmente la región de El Impenetrable. En las orillas de este antiguo cauce se encuentran las ruinas de las antiguas reducciones de San Bernardo de Vértiz y La Cangayé
El Bermejo en su desembocadura produce una correntada estrepitosa en aguas del río Paraguay frente a la localidad paraguaya de Pilar. El sistema Bermejo-Teuco tiene una longitud total de 1.450 km y es uno de los ríos más importantes de Argentina.

## Navegación

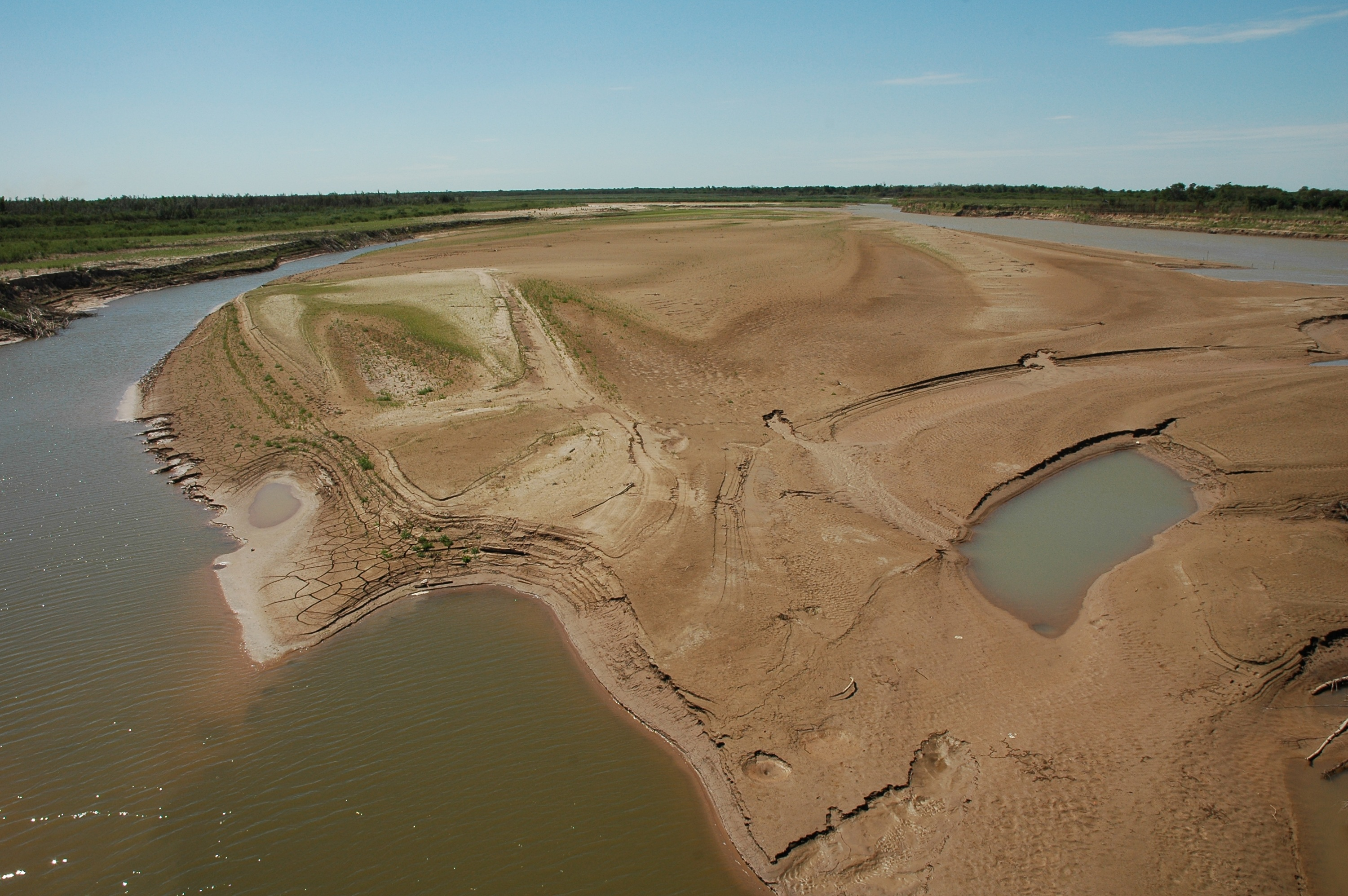
Bancos de sedimentos en el río Bermejo, principal obstáculo para su navegabilidad.

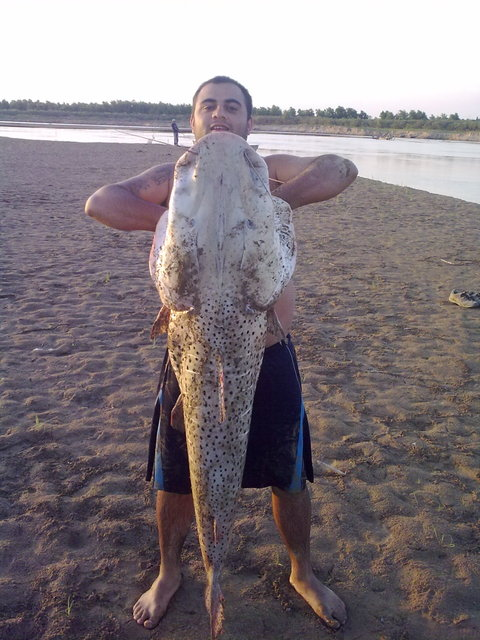
Pesca de surubíes en el Bermejo, cerca de localidad de San Ramón de la Nueva Orán en la provincia de Salta.

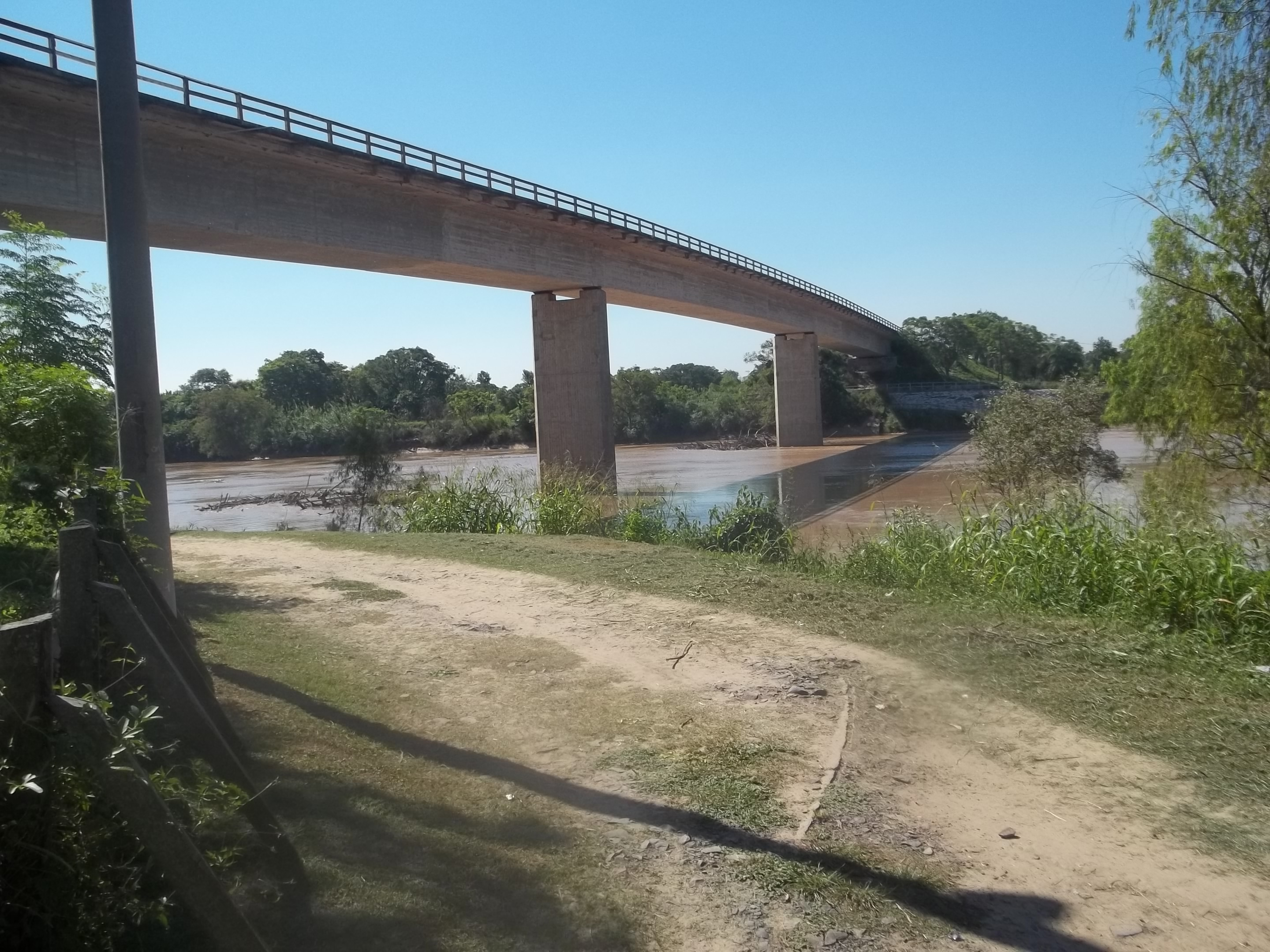
Puente sobre el río Bermejo entre General Mansilla y Puerto Eva Perón.

La primera exploración del río por colonos europeos se llevó a cabo en 1780, cuando el religioso franciscano Francisco Morillo  y otros 20 marineros remontaron su curso intentando encontrar un medio de transporte que los misioneros pudieran utilizar en sus viajes hacia el interior.
El río es navegable para barcos de mediano porte en épocas de crecidas como febrero, julio y noviembre; su caudal al llevar muchos sedimentos da una coloración rojiza a sus aguas; de ahí el nombre castellano, y el guaraní "Ý-pytã": agua-roja; mientras que en toba "Teuco" significa (el) río. La presencia de mucho sedimento (hasta 8 kg/m³) hace que este río deposite grandes cantidades de tierra en las orillas formando "albardones" y ocasionalmente diques naturales que le hacen cambiar de cauce, quedando los lechos antiguos como depresiones anegadizas llamadas madrejones.
Pese a la variabilidad de su cauce, por su calado, es considerado potencialmente como una valiosa hidrovía aún subexplotada, habiéndose proyectado su canalización (hubo intentos de tal tipo de obra a fines del siglo XIX). En la actualidad no existe consenso sobre las posibilidades de navegación del río, como se desprende del siguiente texto:

El Coordinador de la Unidad de Gestión de Cuencas Hídricas de la Provincia de Jujuy, ingeniero Edgardo de Jesús Sosa [...] [puntualizó que] el directorio de pleno de COREBE [Comité regional del Bermejo] se contrapone a la idea [...] de canalizar el río Bermejo, tarea que para el cuerpo es absolutamente imposible. Se trata, dijo, de una teoría que se impulsaba cuando los que recorrían los cursos del agua eran marinos que tenían la concepción de la navegabilidad de ese importante curso de agua.
Hoy por hoy, si se es consciente y serio en la discusión, el río Bermejo no es navegable por navíos de porte como se pensaba. Lo que sí se debe hacer es controlar los sedimentos ya que de otra manera generarán inundaciones cada vez peores.

## Leyendas
En las naciones originarias chaqueñas el color de las aguas se explicaba míticamente por una historia en la cual un grupo desobedece las reglas de la comunidad, se ordena entonces que sus corazones sean arrancados y arrojados al río, y al día siguiente sus aguas amanecen teñidas de rojo.